# Seguro de desempleo
El seguro de desempleo, prestación por desempleo, también denominado subsidio por desempleo, seguro de cesantía, seguro de paro, paro forzoso o cesantías, es un pago hecho por los gobiernos a las personas desempleadas que han cotizado durante el tiempo que han estado empleadas.

## Seguro de desempleo público
El seguro de desempleo suele ser estatal o público y responde al derecho a cobrar una cantidad determinada cuando se de la circunstancia del desempleo dependiente de las cotizaciones hechas y del tiempo trabajado. Puede haber sistemas de seguros privados de desempleo que suelen responder a compromiso de pago —hipotecas, alquiler— en caso de que el trabajador vaya al desempleo.
Las prestaciones por desempleo están establecidas en la ley, suelen tener un período máximo —6 meses, 1 año, 2 años, 3 años o más— y dependen de las cotizaciones que hayan realizado los trabajadores. El seguro de desempleo generalmente es parte de la estructura general de la seguridad social y se considera uno de los reguladores automáticos de la economía. En una revisión sistemática de estudios en países de Europa en 2018, se concluyó que existe una probabilidad del 52 % de salir más rápido del desempleo al reducirse el periodo máximo, lo que no determina los efectos posteriores sobre el nivel salarial.
No debe confundirse con las ayudas a desempleados con o sin cargas familiares, ayudas familiares, ayudas a la formación de desempleados, etc., que son ayudas no contributivas que se ofrecen a los trabajadores que están desempleados y han agotado las prestaciones por desempleo contributivas a las que tenían derecho.

## Por país

### Chile
La Administradora de Fondos de Cesantía de Chile (AFC Chile) es el administrador privado del seguro de desempleo, impuesto a través de la ley 19 728 del año 2001. Fue creada en enero de 2002 al adjudicarse la licitación pública convocada por el Gobierno para administrar el seguro de desempleo por un periodo de 10 años. Como sociedad anónima, está integrada por las administradoras de fondos de pensiones (AFP).
La AFC está encargada de recaudar, administrar, actualizar e invertir los fondos de cesantía, los cuales están integrados por la Cuenta Individual de Cesantía y el Fondo de Cesantía Solidario, cuyo objetivo final es pagar los beneficios que corresponden cuando un trabajador pierde su empleo. Las actividades de la empresa son supervigiladas, controladas y fiscalizadas por la Superintendencia de Pensiones de Chile.

### Colombia
Las cesantías son en Colombia una prestación social que todo empleador debe reconocer a sus trabajadores con el fin de que éstos puedan atender sus necesidades primarias en caso de quedar cesante. Pueden realizar con fondos públicos o privados.